# Mario Rojas Arias
Mario Rojas Arias (Salta, Argentina; 8 de septiembre de 1941 - San Salvador de Jujuy, Jujuy; 12 de septiembre de 2018) fue un futbolista argentino nacionalizado boliviano que jugaba como defensor.

## Trayectoria

### Gorriti
Nacido en Salta, Rojas se mudó a Jujuy con su familia. Allí se inició en el fútbol y debutó con la camiseta de Gorriti. En 1959 clasificó al Campeonato de Campeones de la República. En 1960 se coronó campeón de la Liga Jujeña, por primera vez en la historia del club.

### Talleres de Perico
Luego de su gran actuación por Gorriti, llegó a Talleres de Perico.

### Gimnasia de Jujuy
Su último paso en el fútbol jujeño fue en Gimnasia de Jujuy.

### Atlético Tucumán
En 1965 se trasladó a San Miguel de Tucumán, para sumarse a Atlético Tucumán, club que venía de consagrarse octacampeón tucumano y campeón nacional. En el decano jugó un año.

### Bolívar
En 1966 se mudó a Bolivia y se sumó a Bolívar. En su primer año se coronó campeón de Primer División y obtuvo la primera clasificación del club a la Copa Libertadores. En 1968 se consagró campeón de Primera División, nuevamente. En el equipo paceño jugó hasta 1972.

### Deportivo Municipal
En 1973 llegó a Deportivo Municipal. En su primer año fue subcampeón boliviano y obtuvo la clasificación a la Copa Libertadores 1974.

### San José
En 1975 llegó a San José, el que fue el último club de su carrera.

## Selección Boliviana
En el año 1969 se nacionalizó boliviano y fue convocado a la Selección Boliviana. Con la selección boliviana disputó las Eliminatorias del Mundial de México 1970, donde terminó segundo de su grupo, por encima de Argentina y por debajo de Perú, por lo que quedó a las puertas de la clasificación al mundial. En 1975 jugó la Copa América.

## Clubes
| Club                | País      |
| ------------------- | --------- |
| Gorriti             | Argentina |
| Talleres de Perico  | Argentina |
| Gimnasia de Jujuy   | Argentina |
| Atlético Tucumán    | Argentina |
| Bolívar             | Bolivia   |
| Deportivo Municipal | Bolivia   |
| San José            | Bolivia   |

## Palmarés
| Título           | Equipo  | País      | Año  |
| ---------------- | ------- | --------- | ---- |
| Liga Jujeña      | Gorriti | Argentina | 1960 |
| Primera División | Bolívar | Bolivia   | 1966 |
| Primera División | Bolívar | Bolivia   | 1968 |